# 奧古斯塔偉士蘭AW189

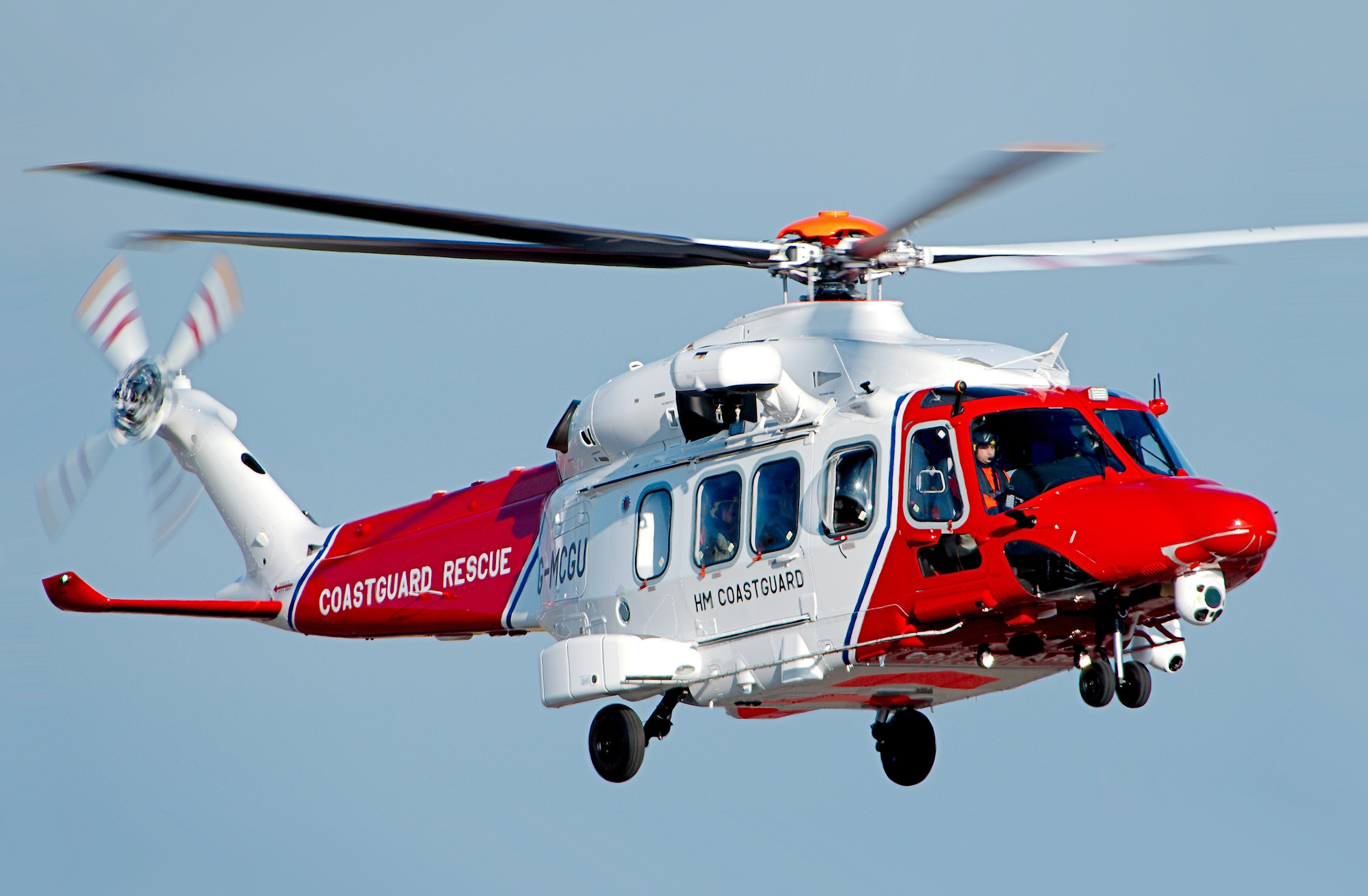
奧古斯塔偉士蘭AW189

奧古斯塔偉士蘭AW189是一款双引擎超中型直升機，該直升機由李奧納多負責生产，這一款直升機的原型是奧古斯塔偉士蘭AW149直升機。2011年12月21日，第一架奧古斯塔偉士蘭AW189首飞。 2013年6月，阿古斯特維斯特蘭宣布AW189已全面投产。